# Mitsubishi Kinsei
Il Mitsubishi Kinsei (Kinsei (金星?) Venere) era un motore aeronautico radiale, a 14 cilindri doppia stella e raffreddato ad aria prodotto dall'azienda giapponese Mitsubishi durante la seconda guerra mondiale.
Sviluppato inizialmente per equipaggiare i velivoli in dotazione alla Marina imperiale giapponese, venne in seguito adottato dall'Esercito imperiale che gli assegnò la designazione Ha-112

## Storia del progetto
Nel 1934 la Mitsubishi decide di acquistare i diritti per la costruzione su licenza del radiale di produzione statunitense Pratt & Whitney R-1690 Hornet. Dall'originale 9 cilindri ne svilupperà una serie di motori derivati, raddoppiando il numero delle file ma dotandole di soli 7 cilindri per un migliore afflusso dell'aria di raffreddamento ai cilindri posteriori. I motori così sviluppati andranno ad equipaggiare sia i velivoli dell'Esercito che della Marina imperiali, beneficiando anche dell'esperienza acquisita nella collaborazione tecnica dell'alleato tedesco.
Il Kinsei copriva nelle sue varie versioni una gamma di potenza compresa tra i 1 000 CV ed 1 700 CV ed (750 kW - 1300 kW)

## Versioni
- Kinsei 3 : versione iniziale sviluppata dal Pratt & Whitney R-1690 Hornet, accreditata della potenza massima erogata di 840 CV (618 kW)
- Kinsei 43 : 1 000 CV (735 kW)
- Kinsei 44 : 1 070 CV (787 kW)
- Kinsei 51 :
- Kinsei 54 : 1 300 CV (956 kW)[2]
- Kinsei 62 : sviluppo finale del motore dotato di iniezione diretta, compressore centrifugo a due velocità, adozione di un sistema analogo al MW 50. Potenza massima erogata 1 500 CV (1 103 kW)

## Velivoli utilizzatori
Giappone
- Aichi D3A
- Aichi E13A
- Aichi E16A
- Showa/Nakajima L2D
- Kawanishi H6K
- Kawasaki Ki-96
- Kawasaki Ki-100
- Kawasaki Ki-102
- Nakajima/Mahshu Ki-116
- Mitsubishi A6M8
- Mitsubishi B5M
- Mitsubishi G3M
- Mitsubishi Ki-46
- Yokosuka D4Y3-D4Y4